# Philygria dimidiata
Philygria dimidiata är en tvåvingeart som först beskrevs av Sturtevant och Wheeler 1954.  Philygria dimidiata ingår i släktet Philygria och familjen vattenflugor. Inga underarter finns listade i Catalogue of Life.